# Helicops pastazae
Espèce
Helicops pastazae est une espèce de serpents de la famille des Dipsadidae.

## Répartition
Cette espèce se rencontre :
- en Colombie ;
- au Venezuela dans l'État de Zulia ;
- en Équateur ;
- au Pérou.

## Étymologie
Cette espèce est nommée en référence au lieu de sa découverte, le río Pastaza.

## Publication originale
- Shreve, 1934 : Notes on Ecuadorian snakes. Occasional papers of the Boston Society of Natural History, vol. 8, p. 125-131 (texte intégral).